# Bărkatjevo
Bărkatjevo (bulgariska: Бъркачево) är ett distrikt i Bulgarien.   Det ligger i kommunen Obsjtina Bjala Slatina och regionen Vratsa, i den nordvästra delen av landet, 90 km nordost om huvudstaden Sofia.